# Alexander Wiktorowitsch Koschewnikow
Alexander Wiktorowitsch Koschewnikow (russisch Александр Викторович Кожевников; * 21. September 1958 in Pensa) ist ein ehemaliger sowjetisch-russischer Eishockeyspieler, der viele Jahre für Spartak Moskau und Krylja Sowetow Moskau in der höchsten sowjetischen Eishockeyliga, der Wysschaja Liga, aktiv war.

## Karriere
Während seiner Karriere spielte er bei Krylja Sowetow Moskau und HK Spartak Moskau. Beim NHL Entry Draft 1985 war er in der 11. Runde an 227. Stelle durch die Calgary Flames ausgewählt worden. Dennoch ging er nach dem Zerfall der Sowjetunion nicht in die National Hockey League, sondern wechselte für jeweils eine Saison nach Großbritannien und Schweden. Insgesamt erzielte er 243 Tore in 525 Spielen in der Wysschaja Liga. 

### International
Aufgrund seiner Leistungen bei Spartak Moskau wurde Koschewnikow in die sowjetische Nationalmannschaft berufen. Am 14. August 1981 stand er in einem Spiel gegen Schweden zum ersten Mal für die Sbornaja auf dem Eis. Seine internationale Karriere wurde mit den Goldmedaillen bei den Olympischen Winterspielen 1984 und 1988 gekrönt. Für die Nationalmannschaft erzielte er 28 Tore in 70 Länderspielen. Am 20. Mai 1988 bestritt er sein letztes Länderspiel. 1982 wurde er als Verdienter Meister des Sports der UdSSR ausgezeichnet.

## Erfolge und Auszeichnungen
- 1981–1984 Sowjetischer Vizemeister mit HK Spartak Moskau
- 1982 Auszeichnung als Verdienter Meister des Sports der UdSSR

### International
- 1978 Goldmedaille bei der Junioren-Weltmeisterschaft
- 1982 Goldmedaille bei der Weltmeisterschaft
- 1984 Goldmedaille bei den Olympischen Winterspielen
- 1988 Goldmedaille bei den Olympischen Winterspielen